# Димон (Јон)
Димон (фр. Dixmont) насеље је и општина у источном делу централне Француске у региону Бургоња, у департману Јон која припада префектури Санс.
По подацима из 2011. године у општини је живело 881 становника, а густина насељености је износила 20,89 становника/km². Општина се простире на површини од 42,18 km². Налази се на средњој надморској висини од 180 метара (максималној 246 m, а минималној 115 m).

## Демографија
| 1962. | 1968. | 1975. | 1982. | 1990. | 1999. | 2011. |
| ----- | ----- | ----- | ----- | ----- | ----- | ----- |
| 556   | 618   | 539   | 584   | 662   | 807   | 881   |

График промене броја становника у току последњих година